# Ina Antonawa
Ina Wasiljeuna Antonawa (biał. Іна Васільеўна Антонава, ros. Инна Васильевна Антонова, Inna Wasiljewna Antonowa; ur. 23 lipca 1952 w Tule) – białoruska lekarka i polityk, w latach 2008–2012 deputowana do Izby Reprezentantów Zgromadzenia Narodowego Republiki Białorusi IV kadencji.

## Życiorys
Urodziła się 23 lipca 1952 roku w mieście Tuła, w obwodzie tulskim Rosyjskiej FSRR, ZSRR. Ukończyła Północnoosetyjski Państwowy Instytut Medyczny, uzyskując wykształcenie lekarza terapeuty i lekarza organizatora ochrony zdrowia, a także Miński Państwowy Uniwersytet Lingwistyczny. Posiada pierwsze kategorie klasyfikacyjne specjalności zdrowie społeczne i pediatria. Pracowała jako lekarz internista w 2. Szpitalu Klinicznym w mieście Ordżonikidze w Rosyjskiej FSRR, lekarz pediatra w szkole w Nowopołocku w Białoruskiej SRR, zarządzająca oddziałem, lekarz naczelny polikliniki dziecięcej, zastępczyni lekarza naczelnego Zjednoczenia Medycznego m. Nowopołocka ds. Pracy z Dziećmi. Organizowała centrum rehabilitacji dla nowopołockich dzieci-inwalidów, a także centrum zdrowia „Dialog”.
Pełniła funkcję deputowanej do Nowopołockiej Miejskiej Rady Deputowanych, deputowanej do Witebskiej Obwodowej Rady Deputowanych, a także kierownika grupy „Dialog i Partnerstwo”. 27 października 2008 roku została deputowaną do Izby Reprezentantów Białorusi IV kadencji z Nowopołockiego Okręgu Wyborczego Nr 25. Pełniła w niej funkcję członkini Stałej Komisji ds. Pracy, Ochrony Socjalnej, Weteranów i Inwalidów. Od 13 listopada 2008 roku była członkinią Narodowej Grupy Republiki Białorusi w Unii Międzyparlamentarnej. Jej kadencja w Izbie Reprezentantów zakończyła się 18 października 2012 roku.

## Odznaczenia
- Medal jubileuszowy „65-lecia wyzwolenia Republiki Białorusi spod okupacji niemiecko-faszystowskiej”;
- Medal jubileuszowy „65-lecia zwycięstwa w Wielkiej Wojnie Ojczyźnianej 1941–1945”;
- Gramota Pochwalna Zgromadzenia Narodowego Republiki Białorusi;
- Tytuł „Kobieta Witebszczyzny 2006 roku”[1].

## Życie prywatne
Ina Antonawa jest mężatką, ma córkę.